# Verjährungsskandal
Als Verjährungsskandal, auch kalte Verjährung oder kalte Amnestie, wird der Eintritt der Verfolgungsverjährung für NS-Verbrechen mit dem Einführungsgesetz zum Gesetz über Ordnungswidrigkeiten (EGOWiG) vom 24. Mai 1968 bezeichnet.

## Vorgeschichte
Rechtlich war die Verfolgungsverjährung nach dem deutschen Strafgesetzbuch in der seit 1871 geltenden Fassung an die Höhe des Strafmaßes gekoppelt. Für Verbrechen wie Mord, die mit lebenslangem Zuchthaus bedroht waren, galt eine Verjährungsfrist von zwanzig Jahren.
Das Ruhen der Verjährung politisch motivierter Morde aus der Zeit des Nationalsozialismus war als Ergebnis der Verjährungsdebatte von 1965 mit dem Gesetz zur Berechnung strafrechtlicher Verjährungsfristen vom 8. Mai 1945 auf den 31. Dezember 1949 verlängert worden. Die Verjährung für Verbrechen, die mit lebenslangem Zuchthaus bedroht waren (z. B. Mord), begann danach am 1. Januar 1950 und wäre zwanzig Jahre später mit Ablauf des Jahres 1969 abgelaufen. (Mit dem Neunten Strafrechtsänderungsgesetz vom 4. August 1969 wurde die Verjährung für mit lebenslanger Freiheitsstrafe bedrohte Straftaten auf dreißig Jahre heraufgesetzt. Die Verjährung für mit lebenslanger Freiheitsstrafe bedrohte Taten begann danach weiterhin am 1. Januar 1950, endete aber erst mit Ablauf des Jahres 1979, die Verjährung für Mord wurde 1979 abgeschafft.)
Verbrechen mit einer zeitigen Höchststrafe von mehr als zehn Jahren verjährten nach fünfzehn Jahren, wenn sie mit einer geringeren Freiheitsstrafe bedroht waren, nach zehn Jahren. Da sie von dem Berechnungsgesetz von 1965 nicht erfasst wurden, begann ihre Verjährung am 8. Mai 1945 und lief spätestens fünfzehn Jahre später am 8. Mai 1960 ab (seit 1969 beträgt die Verjährungsfrist bei Verbrechen, die mit mehr als zehn Jahren Freiheitsstrafe bedroht sind, zwanzig Jahre).

## Regelung im EGOWiG

### Art. 1 Ziffer 6 EGOWiG
In der zweiten Hälfte der sechziger Jahre wurde eine Neugestaltung des Ordnungswidrigkeitengesetzes (OWiG) vorbereitet. Im Zuge der Großen Strafrechtsreform sollten auch Bagatellstrafbestände entkriminalisiert und die über zahlreiche Einzelgesetze verstreuten Bestimmungen über Ordnungswidrigkeiten zusammenfassend kodifiziert werden. Parallel wurde das Einführungsgesetz zum Gesetz über Ordnungswidrigkeiten (EGOWiG) erarbeitet.
Im Bundesministerium der Justiz war an führender Stelle Eduard Dreher für den Gesetzentwurf zum EGOWiG zuständig.
In Artikel 1 Ziffer 6 des EGOWiG wurde eine Bestimmung aufgenommen, die § 50 Abs. 2 StGB folgendermaßen änderte: „Fehlen besondere persönliche Eigenschaften, Verhältnisse oder Umstände (besondere persönliche Merkmale), welche die Strafbarkeit des Täters begründen, beim Teilnehmer, so ist dessen Strafe nach den Vorschriften über die Bestrafung des Versuchs zu mildern.“

### Rechtsdogmatische Konsequenzen
Nach § 50 Abs. 2 StGB a.F. waren strafbegründende Umstände persönlicher Art dem Teilnehmer auch dann zuzurechnen, wenn sie bei ihm persönlich nicht vorlagen. Der Teilnehmer an einer Mordtat konnte daher gleich einem Täter zu lebenslanger Haft verurteilt werden. Eine fakultative Strafmilderung nach Ermessen des Gerichts war jedoch im Einzelfall möglich.
Diese Möglichkeit schloss § 50 Abs. 2 StGB n.F. aus, indem die Strafe zwingend zu mildern war, wenn nur beim Täter, nicht aber beim Teilnehmer strafbegründende Umstände persönlicher Art vorlagen. Konnten einem Angeklagten die Strafbarkeit begründende Eigenschaften, Verhältnisse oder Umstände, insbesondere niedrige Beweggründe wie ein Handeln aus Rassenhass nicht in eigener Person nachgewiesen werden, war seine Strafe bei Anwendung des § 50 Abs. 2 StGB in der Fassung des Art. 1 Ziffer 6 EGOWiG obligatorisch zu mildern. Statt einer lebenslangen Zuchthausstrafe konnte nur noch eine zeitige Zuchthausstrafe bis zu fünfzehn Jahren verhängt werden. Dadurch verjährte die Tat nicht erst nach zwanzig Jahren mit Ablauf des Jahres 1969 (Verjährungsbeginn und spätere Verlängerung und Aufhebung der Verjährung für Mord siehe oben), sondern war schon nach fünfzehn Jahren am 8. Mai 1960 verjährt (seit 1975 richtet sich bei neuen Taten gemäß § 78 Absatz 4 StGB auch bei Beihilfe die Verjährungsfrist nach der für den Täter angedrohten Strafe).

### Kenntnis der Konsequenzen
Es wird bezweifelt, dass die meisten Abgeordneten bei der Abstimmung über das EGOWiG im Deutschen Bundestag diesen Zusammenhang bemerkt haben. Diejenigen, die es bemerkten, wollten möglicherweise einen damals herrschenden „Konsens des Schweigens“ nicht brechen.
In der Zeit zwischen dem Beschluss des Bundestags und dem Inkrafttreten des EGOWiG am 1. Oktober wurde auf die möglichen Konsequenzen der Änderung hingewiesen, und es wäre noch Zeit zum Nachbessern gewesen. Rudolf Schmitt, Richter im 5. Strafsenat des Bundesgerichtshofes, wies in einem Gespräch auf dem 47. Deutschen Juristentag im September 1968 mit einem Mitarbeiter des Ministerialrats Sturm im Bundesjustizministerium darauf hin, dass das Gesetz NS-Verbrechen verjähren lasse. Dieser berichtete das seinem Vorgesetzten und dieser wiederum fertigte am 26. September 1968 einen Vermerk, der auf die möglichen Konsequenzen hinwies, und leitete ihn an seinen Vorgesetzten, Dreher, weiter. Dreher versah ihn mit einer „beruhigenden“ Randnotiz, statt die Spitze des Bundesjustizministeriums auf die drohende politische Gefahr der Rechtsänderung aufmerksam zu machen, was im Arbeitsablauf eines Ministeriums einen groben Fehler darstellt.
Der breiten Öffentlichkeit wurde diese Konsequenz der neuen Rechtslage durch die Bild am Sonntag im Dezember 1968 bekannt. Der Spiegel wies im Januar 1969 auf die Auswirkungen auf laufende NS-Prozesse hin.

### Anwendung durch den Bundesgerichtshof
Der 5. Strafsenat des Bundesgerichtshofes unter Werner Sarstedt urteilte am 20. Mai 1969, dass Beihilfe zum Mord nach der neuen Fassung des § 50 Abs. 2 StGB zum 8. Mai 1960 verjährt sei. Die Richter beriefen sich auf die Gesetzesbegründung und verwarfen die anderen Ansichten des Generalbundesanwalts, des Kammergerichts und der Strafrechtslehre. Dies hatte zur Konsequenz, dass Art. 1 Ziff. 6 EGOWiG zu einer verschleierten Amnestie für den größten Teil der Gehilfen bei nationalsozialistischen Gewaltverbrechen führte.
Das Urteil des 5. Strafsenats des Bundesgerichtshofes führte zur Einstellung von Strafverfahren, da die Verjährung ein absolutes Verfahrenshindernis ist. Damit wurde eine bereits von der Staatsanwaltschaft vorbereitete Prozessserie um Mitarbeiter des Reichssicherheitshauptamts (RSHA) in Berlin vereitelt.
Daran änderte auch das Urteil des 4. Strafsenats des Bundesgerichtshofes vom 4. März 1971 nichts, wonach für den Fall, dass im Hinblick auf das täterbezogene Mordmerkmal der „niedrigen Beweggründe“ Verjährung eingetreten sein sollte, dies hinsichtlich der Belangung des Gehilfen unerheblich sei, weil durch die Haupttat auch das tatbezogene Mordmerkmal „grausam“ erfüllt sei. Es genüge, dass die Haupttäter mit der grausamen Tötung einverstanden waren und der Angeklagte als Gehilfe dies wusste. Auf dieser Grundlage wurden John Demjanjuk 2011 und Oskar Gröning 2015 verurteilt.

## Rechtspolitische Bewertung
Anfangs wollten alle an eine Panne glauben, dass Eduard Dreher unabsichtlich gehandelt habe. Der Bundestag war sich 1969 in der Beschreibung als einer gesetzlichen Panne einig. Im Jahre 1981 schrieb der Staatssekretär Günther Erkel (SPD) an Eduard Dreher, wie sehr er es bedaure, dass dieser Gegenstand von „Anwürfen“ geworden sei. Eduard Dreher antwortete: „Es erfüllt mich mit Befriedigung, dass mir das Haus in dieser unerquicklichen Angelegenheit zur Seite steht.“ Ein direkter Nachweis der Urheberschaft Eduard Drehers ließ sich über lange Zeit wegen der Unzugänglichkeit der Akten nicht führen. „Der zeitgeschichtlichen Forschung bleiben mangels Selbstbekundungen nur Unterstellungen, etwas gehobener ausgedrückt: eine rationale Rekonstruktion“.
Die Gesetzesentwürfe des OWiG und des StGB wurden im Juli 1964 aufeinander abgestimmt. Der Leiter der für das OWiG zuständigen Kommission, Karl Lackner, zog deswegen den für den StGB-Entwurf verantwortlichen Eduard Dreher zu den Beratungen hinzu. Die Akten der entscheidenden Abteilungsleiterbesprechung im Bundesjustizministerium 1964 sind bis jetzt nicht gefunden worden, in der der federführende Referent und Urheber der verschleierten Amnestie aufgeführt sein müsste: „Die Akten wurden vermutlich gesäubert“. Der Historiker Ulrich Herbert stellte in seiner Biografie über Kriegsverbrecher Werner Best die These auf, dass die Amnestie auf dessen gemeinsame Initiative mit der FDP-Abgeordneten Ernst Achenbachs erfolgte.
Nicht übersehen werden darf, dass die „Amnestie“ erhebliche Arbeitsentlastung für Staatsanwaltschaften und Gerichte bedeutete und erklärt zum Teil auch „deren große Bereitschaft, mit der die Regelung des § 50 Abs. 2 StGB benutzt wurde, um zu einer ziemlich umfangreichen Amnestie zu kommen“.
Deutlich gibt der Historiker Stephan A. Glienke zu bedenken, dass der Fokus auf Eduard Dreher und Achenbach „den Blick auf die eigentliche Problematik“ verstellt:

„Noch vor der Novellierung hätte […] der Rechtsausschuss des Bundestages Gelegenheit zur Umformulierung des Textes gehabt. Auch die Landesjustizverwaltungen, der BGH und die Bundesanwaltschaft hatten frühzeitig Gelegenheit, sich mit dem Entwurf und seinen potentiellen Folgen vertraut zu machen und Einwände zu erheben. Sie hatten diese Möglichkeiten jedoch nicht genutzt. […] Nicht zuletzt ist zu bedenken, dass auch im Deutschen Bundestag ehemalige Opfer des NS-Regimes vertreten waren, von denen angenommen werden darf, dass sie dem EGOWiG ihre Zustimmung verweigert hätten, wenn sie auch nur eine Ahnung von dessen Folgen gehabt hätten.“

Letzteres ist allerdings sehr fraglich angesichts des damals in der bundesrepublikanischen Gesellschaft herrschenden Konsenses, unter allen Umständen über die Vergangenheit zu schweigen.
Die Justizministerin Sabine Leutheusser-Schnarrenberger gab 2012 ein Projekt in Auftrag, in dessen Rahmen sich eine Historikerkommission mit der frühen Phase des BMJ beschäftigte. Die Kommission unter dem Historiker Manfred Görtemaker und dem Rechtswissenschaftler Christoph Safferling erarbeitete bis Herbst 2016 ihre Ergebnisse. Im Abschlussbericht wurden auch Indizien für eine absichtliche Manipulation Eduard Drehers in der Frage der nachträglichen Verjährung dargestellt. Danach war Eduard Dreher der einzige „der ein Motiv, die Mittel und die Gelegenheit besaß, die Gesetzgebung zu manipulieren“. Als Beleg benennen sie seine fachliche Kompetenz und seine „beruhigenden“ Vermerke an die Spitze des Justizministeriums, zu einem Zeitpunkt, als die Angelegenheit bereits bekannt und noch zu reparieren gewesen wäre.
Andere stellen die Frage, ob der größere Skandal die Verabschiedung des EGOWiG oder das unter Werner Sarstedt ergangene BGH-Urteil sei und ob es sich dabei um eine Rechtsbeugung handle.

## Künstlerische Rezeption
Ferdinand von Schirach hat den Verjährungsskandal 2011 in seinem Roman Der Fall Collini literarisch adaptiert. Im April 2019 kam die gleichnamige Literaturverfilmung in die deutschen Kinos.